# Eremophila
Eremophila là một chi chim trong họ Alaudidae.

## Hình ảnh

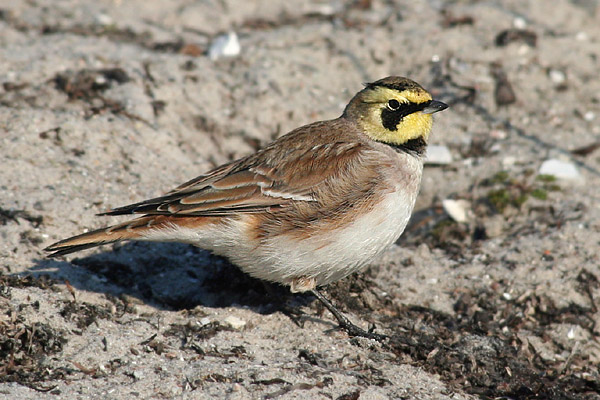
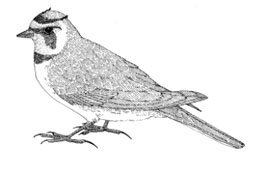

## Các loài
Chi này có 2 loài:
- Eremophila alpestris
- Eremophila bilopha.